# NGC 330

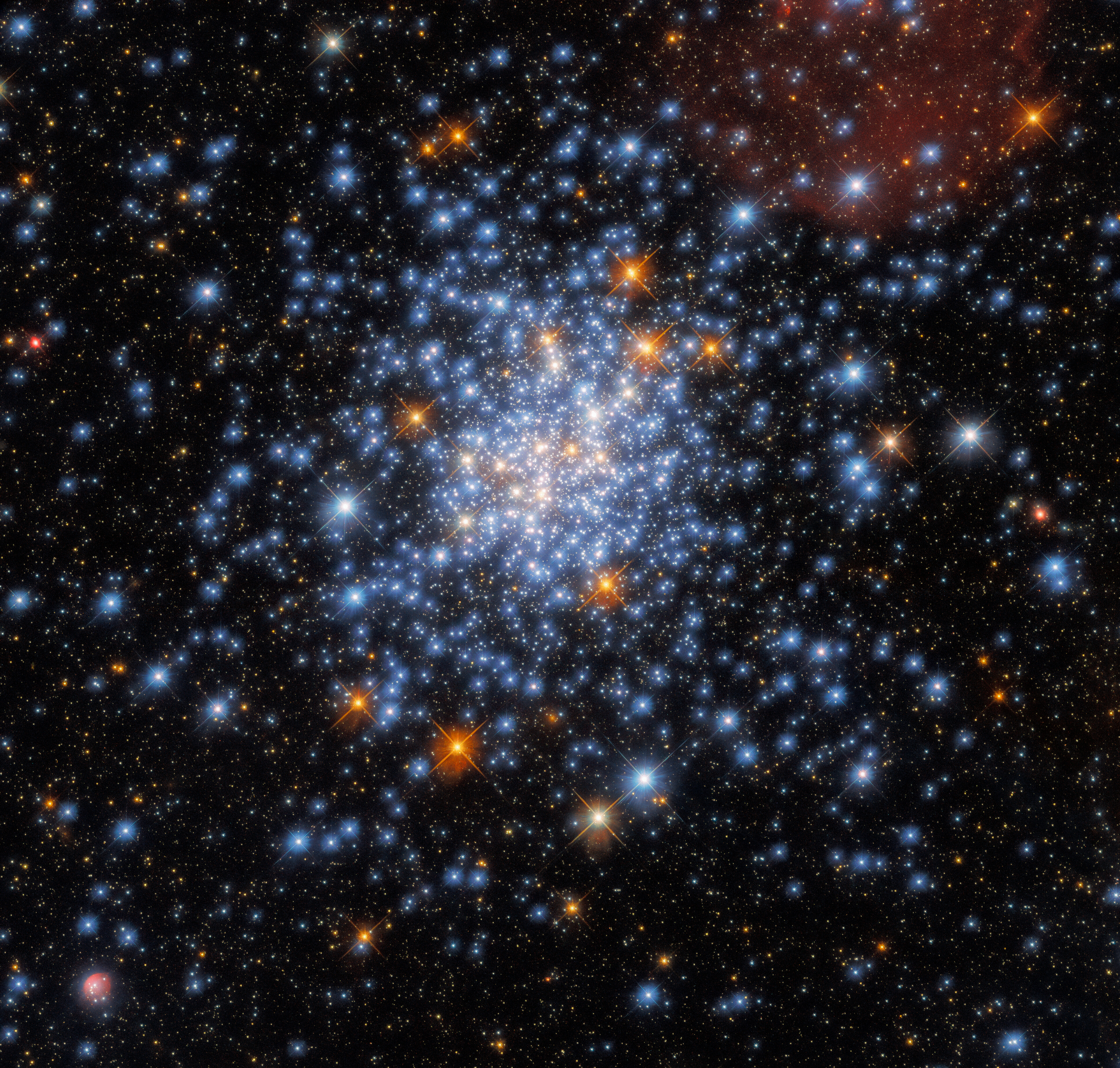
L'amas globulaire NGC 330 par le télescope spatial Hubble.

NGC 330 est un amas globulaire du Petit Nuage de Magellan (PNM) située dans la constellation du Toucan.
L'astronome écossais James Dunlop l'a découvert en 1826.
NGC 330 est un jeune amas globulaire âgé d'à peine 40 millions d'années. Il contient une grande proportion d'étoiles de type spectral Be. Sa masse est estimée à 5,4 × 104 {\displaystyle M_{\odot }} et sa luminosité à 8,93 × 105 {\displaystyle L_{\odot }}, ce qui donne un rapport masse/luminosité ({\displaystyle M_{\odot }}/{\displaystyle L_{\odot }})  de 0,06. Des amas globulaires plus anciens ont des rapports masse/luminosité plus élevés, ce qui signifie qu'ils ont des luminosité plus faibles pour la même masse. On estime qu'environ 34 % des étoiles massives de NGC 330 font partie d'un système binaire serré, ce qui est inférieur aux amas du Grand Nuage de Magellan et de la Voie lactée, mais on ne sait pas si cela provient de la pauvreté en métaux de NGC 330 ou de son age différent des amas comparés.  